# Antonio Zerbini
Antonio Zerbini (Reggiolo, 5 dicembre 1924 – Milano, 19 dicembre 1987) è stato un basso italiano.

## Biografia
Studiò canto a Milano e quindi a Parma con il maestro Martini.
Nel 1952 debuttò a Spoleto ne La forza del destino di Giuseppe Verdi, intraprendendo una lunga carriera che lo portò a cantare nei maggiori teatri d'opera del mondo: dal Teatro alla Scala di Milano all'Opera di Parigi, dalla Royal Opera House-Covent Garden di Londra all'Arena di Verona, oltre a tutti i più grandi teatri d'Europa, Sud America e Giappone.
Il repertorio comprendeva circa novanta opere, ma i suoi cavalli di battaglia furono, oltre alla già citata Forza del destino (Padre Guardiano), Rigoletto (Sparafucile, interpretato in moltissimi teatri con grande successo), Aida (Ramfis e, con eguale maestría anche il personaggio del Re), Don Carlo, Nabucco di Verdi e La bohème di Puccini.
Zerbini incise, prevalentemente in ruoli di fianco, oltre ottanta opere, con artisti come Luciano Pavarotti, Maria Callas, Alfredo Kraus, Virginia Zeani, Nicolai Ghiaurov, Joan Sutherland, Raina Kabaivanska, Giulietta Simionato, e la direzione, tra gli altri, di Peter Maag, Francesco Molinari-Pradelli, Gianandrea Gavazzeni, Claudio Abbado.